# Arbre de Júpiter
L'arbre de Júpiter (Lagerstroemia indica) és una espècie d'arbre caducifoli. És originari de la Xina, Corea i Japó.
Arriba a fer 6 m d'alt amb una capçada plana. L'escorça és molt vistosa llisa i de color gris rosenc. Les fulles són menudes. Les flors s'agrupen en panícula que fa 6 cm, de color blanc, rosa, malva o porpra.
L'Arbre de Júpiter aguanta les glaçades i vol el ple sol. S'utilitza molt com a planta ornamental, també és plantat a Barcelona. Hi ha moltes varietats cultivades híbrides entre Lagerstroemia indica i L. faueri.

## Referències

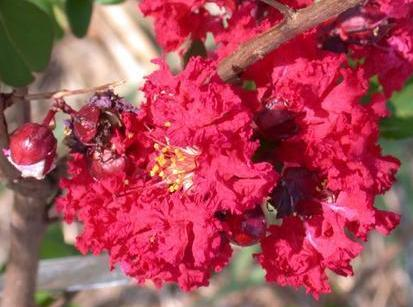
El cultivar "Dynamite"